# Nunzio e Paolo

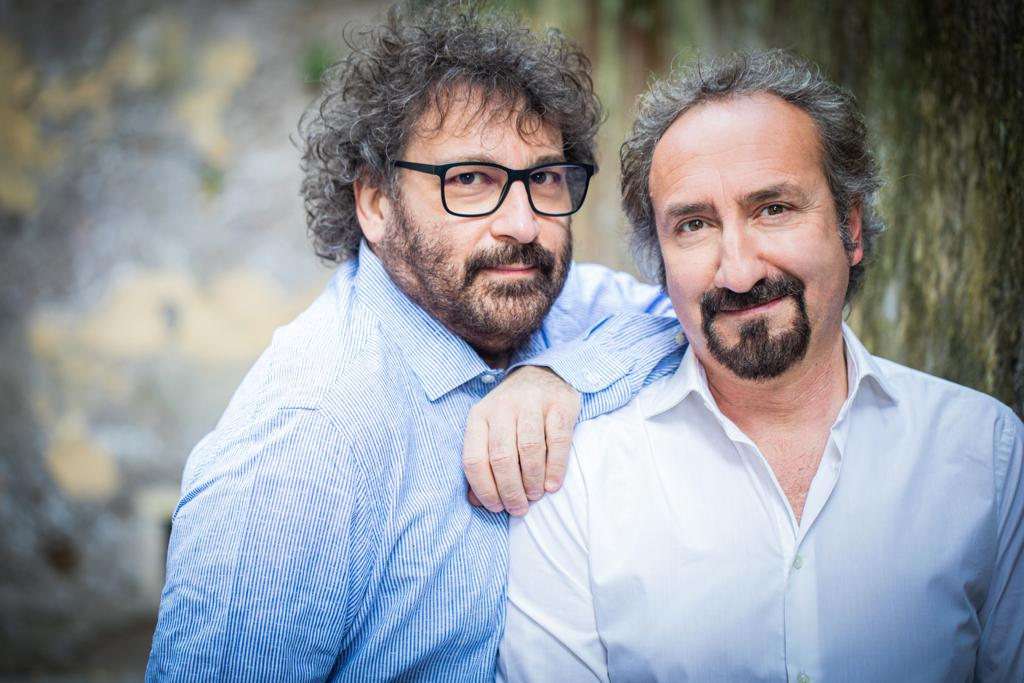
Nunzio Fabrizio Rotondo (a sinistra) e Paolo Vita (a destra) nel 2022

Nunzio e Paolo sono un duo comico italiano già VJ e critici musicali dal 1992 al 2014. La coppia è formata da Nunzio Fabrizio Rotondo (Roma, 12 febbraio 1965) e
Paolo Vita (Roma, 15 giugno 1967).

## Carriera
Nunzio Fabrizio Rotondo e Paolo Vita si sono incontrati nel 1992, uniti dalla grande passione per la musica. Sin da allora hanno iniziato un percorso artistico (tuttora in attività) che li ha visti protagonisti della scena televisiva, musicale e cinematografica. Per molti anni sono stati video jockey di Magic TV.
Nel 1996 Nunzio e Paolo incidono per la casa discografica IT di Vincenzo Micocci un CD di brani musicali con cover di Rino Gaetano e due canzoni inedite di Roberto Kunstler e Sergio Cammariere. Da questo album viene realizzato il videoclip della famosa canzone Ahi Maria e de I ricordi e le persone.
Nel 1996 Nunzio e Paolo affrontano la prima esperienza cinematografica come attori nel film Papà dice messa a fianco di Renato Pozzetto e Teo Teocoli.
Con il passare degli anni, si sono evoluti come autori di programmi radiofonici e televisivi, creando dei format per le reti SKY.
Successivamente, hanno approfondito le loro capacità di autori cominciando a scrivere anche soggetti e sceneggiature per il cinema, collaborando con importanti gruppi cinematografici, tra cui Minerva Pictures, Notorious Pictures, Solaria Film, Lotus Production, Leone Film Group.
Nel 2017, Nunzio e Paolo decidono di concentrare il proseguimento della loro carriera artistica come attori, dapprima in televisione e poi al cinema. Sono quindi autori (soggetto e sceneggiatura) e attori protagonisti del film TV Innamorati di me. Il film ha visto anche l'amichevole partecipazione di Enzo Iacchetti e Alex Britti.
Nel 2018 ritornano al cinema, nuovamente sia autori che attori protagonisti del loro secondo film, uscito nelle sale cinematografiche italiane il 4 ottobre 2018: Non è vero ma ci credo. Il film riceve il premio come migliore film della categoria commedia italiana, migliore sceneggiatura, e miglior cast maschile e femminile al Pulcinella Film Festival 2020. Nel cast, da notare la presenza di Maurizio Mattioli e Loredana Cannata.
Nell'ottobre 2021 sono di nuovo sul grande schermo con il film 2 fantasmi di troppo, proiettato nelle sale cinematografiche italiane. Oltre ad essere autori e sceneggiatori, esordiscono alla regia. Nel cast anche Maurizio Mattioli ed Enzo Salvi.
Nel maggio 2022, si sono dedicati alla realizzazione di un cortometraggio istituzionale, contro il bullismo e l'omofobia, proiettato in anteprima presso la sala della Protomoteca in Campidoglio a Roma.. Nunzio e Paolo, oltre a partecipare come attori, sono anche sceneggiatori e registi. Blu cobalto è realizzato esclusivamente con attori non professionisti selezionati tra studenti di scuole medie e superiori.

## Discografia

### CD
- It's Magic, IT Micocci Dischitalia (1996)

### Videoclip
- Felici e perdenti di Renato Zero, protagonisti (1994)
- Ahi Maria, cover di Rino Gaetano (1996)
- I ricordi e le persone, inedito scritto da Roberto Kunstler e Sergio Cammariere  (1996)

## Filmografia

### Cinema
- Papà dice messa, regia di Renato Pozzetto (1996)
- Non è vero ma ci credo, regia di Stefano Anselmi (2018)
- 2 fantasmi di troppo, regia di Nunzio Fabrizio Rotondo e Paolo Vita (2021)

### Film TV
- Innamorati di me, regia di Nicola Prosatore (2017)

### Cortometraggi
- Blu cobalto, regia di Nunzio e Paolo (2022)

## Televisione

### Conduttori
- Ahi Maria (Magic TV, 1992-2008)
- Buongiorno Cielo curatori e conduttori delle rubriche musicali (Cielo, 2012)
- Uno in musica (Sky Uno, 2013)

### Autori
- Bonus Track (Sky Arte, 2014-2018)
- Italian Sound (Sky Arte, 2016)